# Capcom Commando Hardware
Capcom Commando Hardware es una placa de arcade creada por Capcom destinada a los salones arcade.

## Descripción
El Capcom Commando Hardware fue lanzada por Capcom en 1985.
El sistema tenía un procesador Z80 funcionando a distintas velocidades, dependiendo del título en cuestión. En cuanto al audio, también tenía un procesador Z80 funcionando a distintas velocidades, dependiendo del videojuego y 2 chips de sonido YM2203 con velocidades diferentes por cada juego.
En esta placa funcionaron 6 títulos, casi todos shooters.

## Especificaciones técnicas

### Procesador
- Z80, velocidad varía dependiendo del juego

### Audio
- Z80, velocidad varía dependiendo del juego

Chip de sonido:
- 2x YM2203, velocidad varía dependiendo del juego

## Lista de videojuegos
- 1943
- 1943 Kai
- Black Tiger / Black Dragon
- Commando / Senjo no Ookami
- Gun Smoke
- Side Arms